# بويد مويلا
بويد مويلا (بالإنجليزية: Boyd Mwila)‏ (28 يوليو 1984 بزامبيا - ) هو لاعب كرة قدم زامبي في مركز الهجوم. شارك مع منتخب زامبيا لكرة القدم. أما مع النوادي، فقد لعب مع نادي أورغريته ونادي يورغوردينس وFC Trollhättan ‏.

## روابط خارجية
- بويد مويلا على موقع اتحاد السويد (السويدية)
- بويد مويلا على موقع قاعدة بيانات كرة القدم.إي يو (الإنجليزية)
- بويد مويلا على موقع ناشيونال فوتبول تيمز (الإنجليزية)
- بويد مويلا على موقع Soccerway.com (الإنجليزية)